# Rio Iraí
Der Rio Iraí ist der etwa 21 km lange linke Quellfluss des Rio Iguaçu im Südosten des brasilianischen Bundesstaats Paraná.

## Geografie

### Lage
Das Einzugsgebiet des Rio Iraí befindet sich auf dem Primeiro Planalto Paranaense (Erste oder Curitiba-Hochebene von Paraná).

### Verlauf
Sein Quellgebiet liegt im Munizip Piraquara im Osten von Curitiba auf 888 m Meereshöhe. Der Fluss ist hier zur Represa do Iraí aufgestaut, einem Trinkwasserspeicher für die Zweimillionenmetropole Curitiba.
Der Fluss verläuft in südwestlicher Richtung. Er fließt auf der Munizipgrenze zwischen Curitiba und São José dos Pinhais an der Brücke der Rodovia do Café (BR-376) auf 875 m Höhe von links mit dem Rio Atuba zusammen und bildet den Rio Iguaçu. Er ist etwa 21 km lang.

### Munizipien im Einzugsgebiet
Am Rio Iraí liegen die drei Munizipien Piraquara, Curitiba und São José dos Pinhais. 